# Show, don't tell
"Show, don't tell" ("Mostra, non raccontare") è un'espressione di tecnica narrativa di derivazione anglosassone.
Viene utilizzata come raccomandazione per gli scrittori che fanno un uso eccessivo di spiegazioni e commenti a discapito dell'azione e dei dialoghi. Se lo scrittore usa azione e dialoghi per rivelare un personaggio, la trama dovrebbe risultare più interessante al lettore. Quest'ultimo dovrebbe sentire di vedere la scena schiudersi di fronte a sé e, in conseguenza di ciò, giungere a una propria interpretazione senza interferenze da parte dell'autore.

## Teoria
Lo scrittore e insegnante di narrazione Giulio Mozzi mette in stretta relazione l'utilizzo di questa e di altre tecniche narrative, con la questione del cosiddetto "realismo" in narrativa. Nello specifico Mozzi afferma: "La regola dell'antinoioso è show, don't tell, ossia presenta, non evocare". Lo Show, don't tell, che ha molto a che vedere con la scrittura cinematografica, è una tecnica ma anche una scelta narrativa ben precisa. Federico Fellini affermava:
(Federico Fellini)
Tale affermazione rafforza il concetto di un'opera narrativa - letteraria o cinematografica, non c'è differenza- che porta chi la consuma a farsi una propria opinione interagendo con l'opera, leggendola attraverso le proprie convinzioni e conoscenze. Ciò non significa che l'autore non abbia una propria opinione, ma che deve guardarsi bene dal rischio di comparire in prima persona, privilegiando la scelta di quale fetta di realtà mostrare. La regola del "mostra, non raccontare" è anche un espediente narrativo per evitare l'intimismo e l'introspezione. Jean-Patrick Manchette, uno dei più importanti giallisti europei, pur dichiarando esplicitamente le proprie convinzioni politiche, affermava: "Non mi ficco negli arcani della psiche dei miei personaggi."

## Quando bisogna raccontare
Come tutte le regole, Show, don't tell ha le sue eccezioni. Secondo James Scott Bell: "A volte lo scrittore utilizza le spiegazioni come scorciatoie, per muoversi rapidamente verso le parti più importanti della narrazione o della scena. Mostrare è essenziale per rendere le scene vivide. Se tentate di farlo costantemente, le parti che dovrebbero emergere non lo faranno, e i vostri lettori saranno sfiniti."
Mostrare richiede più parole; raccontare può coprire un arco di tempo più ampio. Un romanzo che si regge solo sul mostrare si rivelerebbe molto lungo; quindi una narrazione può contenere alcune legittime rivelazioni. Le scene importanti della storia dovrebbero essere drammatizzate mostrando, ma a volte ciò che accade tra le scene può essere raccontato in modo da far progredire la storia. Per esempio, se Bob è un personaggio in una storia, potrebbe fare avere una lite con il suo capo, oppure guidare verso la casa della sua ragazza, o ancora avere una lite con la sua ragazza. 
Lo scrittore potrebbe mostrare le liti con il capo e la ragazza di Bob, ma raccontare al lettore che Bob guida verso la casa della sua ragazza senza insistere troppo nella narrazione. Dal momento che niente di importante accade durante quel tragitto in macchina, lo scrittore ha solo bisogno di dire al lettore che c'è quel tragitto. Lo scrittore potrebbe anche voler raccontare per rivelare al lettore che il narratore della storia - la voce narrante, non lo scrittore! - non è affidabile. Il narratore può dire che Bob è un bravo ragazzo, ma più tardi Bob si mostra una carogna. Allora il lettore può decidere che il narratore della storia non vede Bob per ciò che è.
La scrittrice statunitense Francine Prose su questa regola afferma che "Spesso viene dato un cattivo consiglio ai giovani scrittori, ovvero che il lavoro dell'autore è di mostrare, non di raccontare. Inutile dire che molti grandi romanzieri combinano il 'mostrare drammatico' con lunghe sezioni di piatta narrazione autoriale che mi pare sia ciò che viene chiamato il raccontare. E l'avviso contro questo raccontare porta a una confusione che causa, agli scrittori in formazione, di pensare che ogni cosa dovrebbe essere messa in scena... quando in realtà la responsabilità di mostrare dovrebbe essere assunta dall'energico e specifico uso del linguaggio.

## Esempi
Uno dei primi esempi di tale suggerimento proviene da Henry James. Nella prefazione all'edizione newyorkese di Daisy Miller, egli lasciò un segno a penna ai margini delle sue note, ricordando a sé stesso di 'Drammatizzare, drammatizzare!'.
Nell'applicare la regola "mostra, non raccontare", lo scrittore fa molto più che raccontare al lettore qualcosa su un personaggio; egli svela il personaggio attraverso ciò che questi dice e fa. Il mostrare può essere ottenuto in diversi modi: scrivendo scene; descrivendo le azioni dei personaggi; rivelando il personaggio attraverso il dialogo; utilizzando i cinque sensi quando ciò è possibile.
Anziché dire:
Miss Parker era una ficcanaso. Spettegolava sui suoi vicini
lo scrittore potrebbe mostrare:
Abbassando le tendine solo un po', Miss Parker poté appena sbirciare attraverso la finestra e vedere il Ford Explorer parcheggiato sulla strada. Occhieggiò per avere una vista migliore dell'uomo che, alto e muscoloso, stava uscendo dall'automobile incamminandosi verso l'ingresso di Miss Jones. L'uomo suonò il campanello. Quando Miss Jones aprì la porta e salutò lo sconosciuto con un abbraccio, Miss Parker spalancò la bocca e corse verso il telefono.
"Charlotte, non mi crederai quando ti dirò quello che ho appena visto!" Miss Parker sbirciò ancora fuori dalla finestra per vedere se l'uomo era ancora nella casa.
Oppure, anziché dire:
Cinque anni fa, John Meadows sposò Linda Carrington. Benché entrambi fossero cresciuti a Brooklyn e non volessero andarsene, John aveva accettato un lavoro nel Montana e fatto trasferire la sua giovane famiglia a ovest. Scoprì che amava le montagne e i cieli aperti, ma Linda era frustrata e infelice. Tutto ciò divenne chiaro la sera in cui si recarono a una festa dei propri vicini.
lo scrittore potrebbe mostrare:
"Ti avevo detto che non volevo venirci," disse Linda salendo a fianco di John i gradini della casa dei vicini. "Sarà noiosa come ogni altra festa alla quale siamo stati da quando siamo venuti a stare qui."
"Un tempo le feste ti piacevano," disse John evitando che i loro sguardi si incrociassero.
"Sì, be', era così a Brooklyn. Ma il Montana non è Brooklyn."
"No, non lo è." disse lui guardando verso le montagne infiammate dal colore del sole che tramontava, il cielo che aveva iniziato ad amare. Poi scrutò Linda, che lo guardava in maniera minacciosa ancor prima di entrare. In cinque anni di matrimonio era così cambiata. Entrambi erano cambiati.
Lui premette il pulsante del campanello.
Mostrare drammatizza una scena in un racconto, facendo dimenticare al lettore che sta leggendo, aiutandolo a scoprire i personaggi, rendendo la scrittura più interessante. "È come la differenza tra gli attori che recitano uno spettacolo e il solo drammaturgo, in piedi su un palco vuoto, mentre racconta dettagliatamente lo spettacolo al pubblico".